# 그네 (가곡)
〈그네〉는 김말봉 작사, 금수현 작곡의 가곡이다. 작곡자가 경남여고에 재직 중이던 1946년에 지었다. 1948년 한국가곡발표회에서 처음 불렸고, 이후 교과서에도 수록되었다. 1981년 김종선 작사 확인.

## 가사
작곡자 금수현의 장모인 김말봉(1901-1962)이 작사하였다. ‘세모시 옥색치마’로 시작되며, 2절로 구성되어 있다. 민속적인 내용을 소재로 하였다.